# 滨蝽属
滨蝽属（学名：Aepophilus）是滨蝽科下的一个属。

## 下属物种
本属包括以下物种：
- 波氏嗜难滨蝽 Aepophilus bonnairei Signoret, 1879